# Condició de frontera de Robin
En matemàtiques, la condició de frontera de Robin (/ˈrɒbɪn/; pronunciació en francès: [ʁɔbɛ̃]: ), o la condició de frontera de tercer tipus, és un tipus de condició de frontera que rep el nom del matemàtic francès Victor Gustave Robin (1855–1897). Quan s'imposa en una equació diferencial parcial o en una ordinària, especifica una certa combinació lineal dels valors d'una funció i els valors de la seva derivada en la frontera del domini.

## Definició
La condició de frontera de Robin és una combinació lineal de la condició de frontera de Dirichlet i la condició de frontera de Neumann. En això contrasta amb les condicions de contorn mixtes, que són condicions de frontera de diferents tipus especificades en diferents subconjunts de la frontera. Les condicions de frontera de Robin s'anomenen també condicions de frontera d'impedància, per la seva aplicació en problemes d'electromagnetisme, o condicions de frontera convectives, pel seu ús en problemes de transferència tèrmica (Hahn, 2012).
Sigui Ω el domini en què l'equació és definida i sigui ∂Ω la seva frontera, la condició de frontera del Robin és:
{\displaystyle au+b{\frac {\partial u}{\partial n}}=g\qquad {\text{a }}\partial \Omega }
on els valors d'a i b són diferents de zero i g és una funció donada ben definida a ∂Ω. Aquí, u és la incògnita definida en Ω i ∂u/∂n denota la derivada normal en la frontera. Més generalment, a i b poden ser funcions (donades), en lloc de constants.
En una dimensió, si, per exemple, Ω = [0,1], la condició de frontera de Robin és:
{\displaystyle {\begin{aligned}au(0)-bu'(0)&=g(0)\\au(1)+bu'(1)&=g(1)\end{aligned}}}
Noti's el canvi de signe davant del terme que acompanya la derivada: això és perquè el vector normal a la frontera de [0,1] a 0 apunta en la direcció negativa, mentre que a 1 assenyala en la direcció positiva.

## Aplicació
La condició de frontera de Robin és generalment utilitzada en la resolució de problemes de Sturm–Liouville que apareixen en molts contextos de la ciència i l'enginyeria.
A més a més, la condició de frontera de Robin és una forma general de la condició de frontera aïllant per equacions de convecció-difusió. Aquí, els fluxes convectiu i difusiu sumen zero en la frontera:
{\displaystyle u_{x}(0)\,c(0)-D{\frac {\partial c(0)}{\partial x}}=0}
on D és la constant de difusió, u és la velocitat de convecció en la frontera i c és la concentració. El segon terme és un resultat de la llei de difusió de Fick.